# Brooklet (Georgia)
Brooklet es un pueblo ubicado en el condado de Bulloch en el estado estadounidense de Georgia. En el censo de 2000, su población era de 1.113.

## Demografía
En el 2000 la renta per cápita promedia del hogar era de $34,438, y el ingreso promedio para una familia era de $39,250. El ingreso per cápita para la localidad era de $16,793. Los hombres tenían un ingreso per cápita de $30,972 contra $21,667 para las mujeres.

## Geografía
Brooklet se encuentra ubicado en las coordenadas 32°22′56″N 81°39′53″O / 32.38222, -81.66472 (32.382175, -81.664695).
Según la Oficina del Censo, la localidad tiene un área total de 8 km² (3,1 mi²), de la cual 7,9 km² (3,1 mi²) es tierra y 0,1 km² (0 mi²) (1.25%) es agua.